# Чисті ставки (фільм)
«Чисті ставки» — радянський художній фільм 1965 року режисера Олексія Сахарова за творами Юрія Нагібіна.

## Сюжет
Історія чотирьох друзів — Сергія, Ніни, Оськи і Женьки (дівчина), що живуть в Москві біля Чистих ставків. Вони обіцяють один одному зустрітися через двадцять років. Починається війна. Оська йде в ополчення, Женька стає льотчицею. Сергій отримує лейтенантські погони і теж йде на фронт. Попереду його чекають бої, контузія, госпіталь, робота в газеті і страшні вісті: Оська загине під Єльнею, а Женька посмертно отримає звання Героя Радянського Союзу…

## У ролях
- Олександр Збруєв — Сергій Ракітін
- Євгенія Філонова — Ніна
- Володимир Євстаф'єв — Оська
- Людмила Гладунко — Женя Румянцева, льотчиця, лейтенант
- Світлана Світлична — Катя («Русалка»)
- Ніна Меньшикова — мати Сергія Ракітіна
- Микола Крюков — майор Ржанов, начальник військової друкарні
- Тамара Сьоміна — Анна Самохіна, складачка в друкарні
- Аркадій Трусов — Єнютін, працівник друкарні
- В'ячеслав Невинний — моряк
- Яків Бєлєнький — епізод
- Павло Шпрингфельд — батько Ніни
- Герман Качин — епізод
- Ірина Мурзаєва — стрілочниця
- Зоя Василькова — офіціантка
- Олександра Данилова — Дуся

## Знімальна група
- Режисер — Олексій Сахаров
- Сценарист — Белла Ахмадуліна
- Оператор — Леонід Калашников
- Композитор — Юрій Левітін
- Художник — Іван Пластинкін